# Gefangenschaft

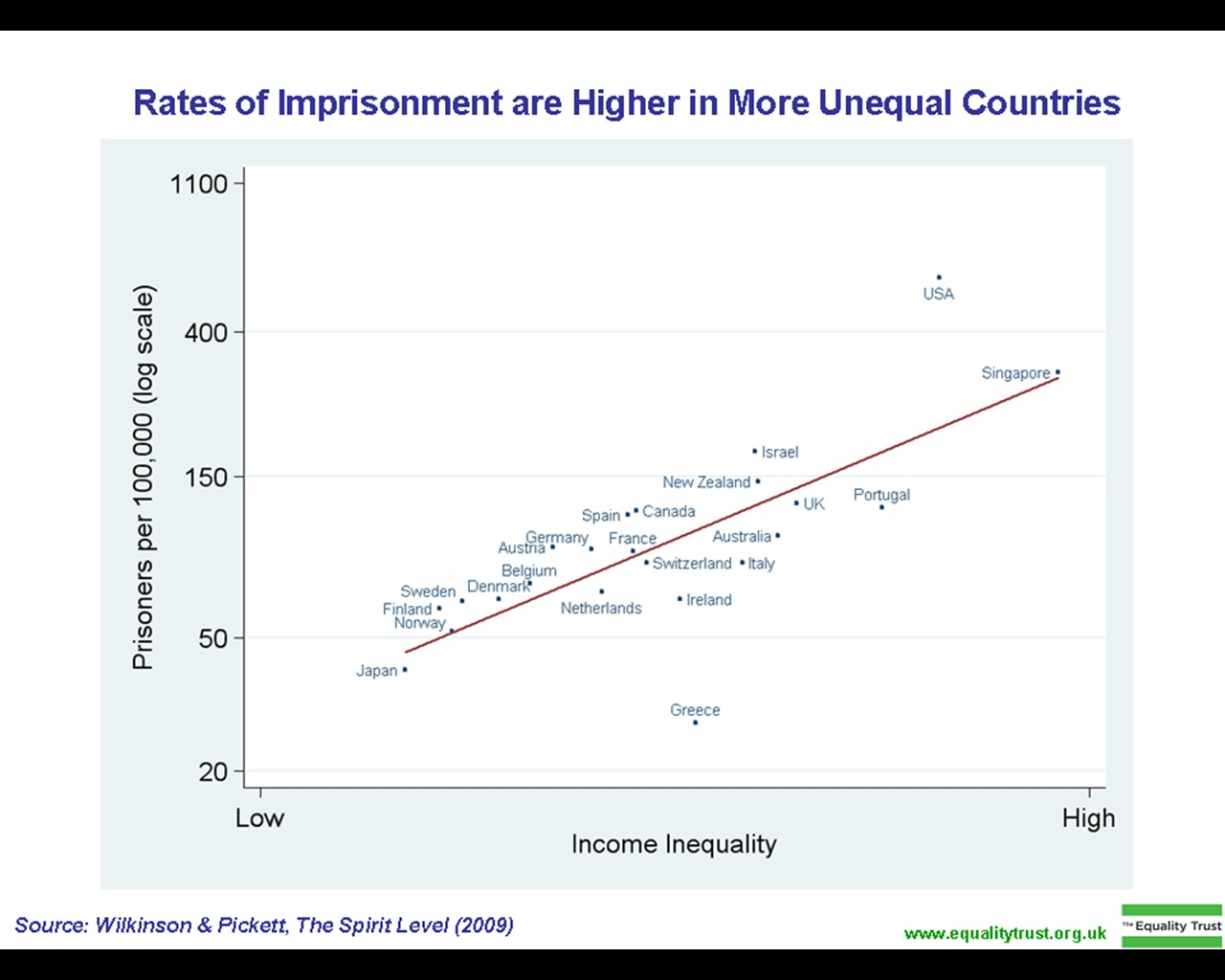
Gefangenschaft ist höher in Ländern mit höherer Ungleichheit

Der Ausdruck Gefangenschaft bezeichnet den längerfristigen und meist unfreiwilligen Entzug der Freiheit.

## Historischer Überblick
Gefangenschaft im Sinne einer Strafe für ein Delikt ist eine Erfindung des 18. Jahrhunderts. Sowohl in der Antike als auch im Mittelalter handelte es sich fast immer um eine temporäre Form von Untersuchungshaft, Übergangszeit (etwa hinsichtlich der Urteilsvollstreckung), Freiheitsentzug zwecks Lösegelderpressung, Zwangsmitteln (vor allem Schuldnern gegenüber) oder Kriegsgefangenschaft. Darüber hinaus spielte die Sklaverei als zumeist lebenslange Gefangenschaft eine große Rolle. Im Europa des 15. Jahrhunderts wurden die Vorbedingungen für die modernen Freiheitsstrafen geschaffen, sodass es in der Folgezeit zur Institutionalisierung des öffentlichen Gefängnisses – des so genannten carcer publicus’ – kam. Demgegenüber galt das Privatgefängnis (carcer privatus) als illegal.
Die ersten Orte der Gefangenschaft waren Erdlöcher und Höhlen, im Orient mitunter trockene Zisternen. Verliese, Lochgefängnisse, Keller, Gelasse und insbesondere (Faul-)Türme dienten im Mittelalter diesem Zwecke – nicht selten kam es in ihnen zu Folterungen. Wer es jedoch schaffte, seinem Gefängnis zu entfliehen, fand für gewöhnlich in Kirchen Asyl.

## Mündliche Überlieferung

### Zu Unrecht gefangen Gehaltene
Frühe Beispiele hierfür lassen sich in der Bibel finden: Josef bei Potifar, Daniel in der Löwengrube, die Gefangennahme Jesu, die Gefängnisaufenthalte des Apostels Paulus. Auch die Hagiographie hat das Leiden in und unter der Gefangenschaft immer wieder ausführlich thematisiert (z. B. in den Legenden der Heiligen Katharina von Alexandrien, Barbara von Nikomedien und Margareta von Antiochia). In der Siebenschläfer-Legende steht hingegen die freiwillige Gefangenschaft im Vordergrund.
Aus dem Mittelalter sind uns in diesem Zusammenhang die Blondelsage von der gewaltsamen Befreiung Richard Löwenherz’ aus der Gefangenschaft Heinrich VI., die Kudrun-Sage sowie die Legende von Gregorius bekannt. Darüber hinaus spielt die unrechtmäßige Gefangennahme in manchen Märchen eine Rolle (Hänsel und Gretel, Jungfrau Maleen, Rapunzel).

### Entkommen und Rettung
In der mündlichen Überlieferung erfolgt eine Befreiung zumeist durch Wunder, Magie oder List; Gewaltanwendungen sind eher die Ausnahme. So fungierte beispielsweise der erste Merseburger Zauberspruch als Lösezauber; demgegenüber hatten Himmelsbriefe für Soldaten eine quasi-präventive Wirkung. Im Handwörterbuch des deutschen Aberglaubens heißt es, dass geweihtes Brot, Rabenstein und Springwurzel einem Gefangenen zur Freiheit verhelfen konnten. Ein Federhemd diente in der Heldensage von Wieland dem Schmied, der Ariadnefaden in der Theseus-Sage diesem Zweck.
Zwei Mönche befreiten sich, einem Exempel mit dem Titel Salve Regina zufolge, indem sie selbiges sangen. Gemäß einer Heiligenlegende vom Apostel Matthias war es der Gottessohn, der ihm zur Flucht aus dem Gefängnis verhalf; der Heilige Nikolaus hingegen bedurfte dazu keiner fremden Hilfe. In der Legenda aurea ist u. a. von den beiden Heiligen Leonhard und Jakobus dem Älteren als Gefangenenpatronen die Rede; während der Kreuzzüge setzte die diesbezügliche Verehrung Sankt Georgs ein. Von der Heiligen Jungfrau heißt es im Dialogus miraculorum, sie habe einen Ritter aus seiner Gefangenschaft errettet. Schließlich ist in diesem Zusammenhang noch der Teufel zu erwähnen, der in einigen Sagen als Advokat agiert.

### Nachhausekommen
Nach dem „letzten Kreuzzug“ – sowie der daraus resultierenden türkischen Gefangenschaft – kristallisierten sich zwei Erzählstoffe heraus, welche in der Folgezeit äußerst populär wurden: Beim ersten wird ein Mann auf wunderbare Weise nach Hause zu seiner Frau geführt (vgl. Heimkehr des Gatten); beim zweiten nimmt die Gattin die Sache selbst in die Hand, indem sie in die Kleidung eines Mönchs oder Pilgers schlüpft und loszieht, um ihren gefangenen Mann zu befreien.
Die zahllosen Kriegsgefangenen und anderweitig in Lagern Gefangengehaltenen während und nach den beiden Weltkriegen haben eine Unmenge an mündlichen Erzählungen hervorgebracht, die ihren Niederschlag nicht selten in der Literatur der jungen Weimarer Republik und in der Nachkriegsliteratur fanden. Dazu gehört der bekannte und später verfilmte Roman So weit die Füsse tragen. Andere Geschichten sind weniger bekannt. In der zweiten Hälfte des 20. Jahrhunderts beispielsweise entstand unter kanadischen Mennoniten die Geschichte von einem Freigelassenen, dessen Familie die Eiche vor dem Haus mit einem gelben Band versehen solle, sofern sie ihm vergeben hätten – als er dann erschien, sei der Baum voll von gelben Bändern gewesen. Ein weiteres, wenig bekanntes Beispiel ist die im Jahr 1991 von Sigrid Moser unter dem Titel Bald nach Hause – Skoro domoi veröffentlichte Lebensgeschichte der Eva-Maria Stege, die als junges Mädchen in russische Gefangenschaft verschleppt wurde.

### Auslösen eines Gefangenen
In den Gesta Danorum (1, 24, 42) ist von einem gewissen König Handvanus die Rede, der sich aus der Gefangenschaft des Dänenkönigs Hadingus freikaufte, indem er seinen Körper mit Gold aufwiegen ließ – ein Rechtsbrauch, der auch in die orale Überlieferung Eingang gefunden hat. Im ausgehenden Hochmittelalter wurden der Trinitarier-Orden und der Mercedarier-Orden gegründet, um die zahlreichen Christen, die durch Kreuzzüge oder islamische Expansion in die Hände muslimischer Machthaber gefallen waren, auf organisierte Art und Weise loskaufen zu können. Einige deutschsprachige Erzähllieder, aber auch die Kinderfolklore, thematisieren das sogenannte Losbitten seitens der Verlobten des Verurteilten – im Falle einer Begnadigung wurde dann die Ehe geschlossen.

## Singende Gefangene
Laut einer Chronik war Johann II. (Graf Hans II. von Habsburg-Laufenburg) im 14. Jahrhundert 30 Monate lang Gefangener in Zürich und besang dort ein „blaues Blümelein“. Mitte des 16. Jahrhunderts verfasste eine Gruppe schweizerischer Täufer im Passauer Kerker den Ausbund, ein 1564 gedrucktes Liederbuch. Russische und russlanddeutsche Kriegsgefangene bemühten sich während des Ersten Weltkriegs um Niederschrift und Veröffentlichung ihrer tradierten Volkslieder. 1933 dichteten Johann Esser und Wolfgang Langhoff im Konzentrationslager Börgermoor das Börgermoorlied, welches in der Folgezeit in immer mehr Sprachen übersetzt wurde. Ein eigenes Genre bilden sowohl die italienischen als auch die spanischen Gefangenengesänge: canti carcerari bzw. carceleras.
Zu schreibenden Gefangenen siehe Gefangenenliteratur

## Auswirkungen
Infolge der sozialen Isolation sowie der Einsamkeit lässt sich bei Gefangenen oftmals eine Veränderung in ihrem Verhalten feststellen, die sich z. B. in Aggressivität, Depressionen oder Lethargie äußern kann. Hinsichtlich einer erfolgreichen Resozialisierung ist zudem die sogenannte Prisonisierung als hinderlicher Effekt hervorzuheben.

## Liste von Spezialformen
- Arrest
- Geiselhaft
- Geschlossener Vollzug
- Isolationshaft
- Kriegsgefangenschaft
- Maßregelvollzug
- Offener Vollzug
- Personengewahrsam
- Polizeigewahrsam
- Schutzhaft (Nationalsozialismus)
- Sicherungsverwahrung
- Sklaverei
- Unterbindungsgewahrsam
- Untersuchungshaft
- Hausarrest
- elektronische Fußfessel
- Ersatzarreststrafe – bei Uneinbringlichkeit einer Verwaltungs(geld)strafe (Österreich)
- Militärarrest (im Frieden, gemäß Militärstrafgesetz (Österreich))
- Schubhaft
- Karzer – Einsperren eines Schülers durch eine Schule (historisch)